# Upravljalnik datotek
Upravljálnik datoték (tudi datotéčni upravljálnik, angleško file manager (FM)) je računalniški program, ki zagotavlja uporabniški vmesnik za upravljanje datotek in direktorijev (map). Med najpogostejše operacije na datotekah ali skupinah datotek spadajo ustvarjanje, odpiranje (pregledovanje, izvajanje, urejanje ali tiskanje), preimenovanje, prestavljanje ali kopiranje, brisanje in iskanje datotek, kakor tudi spreminjanje njihovih atributov, značilnosti in dostopa do njih. Direktoriji in datoteke so lahko prikazani kot hierarhično drevo na podlagi razdaljne strukture. Nekateri upravljalniki datotek vsebujejo gradnike, na katere so vplivali spletni brskalniki, kot so na primer navigacijski gumbi za naprej in nazaj.
Nekateri upravljalniki datotek zagotavljajo povezljivost z omrežji s pomočjo protokolov, kot so FTP, NFS, SMB ali WebDAV. To se doseže tako, da se dovoli uporabniku brskati za datotečni strežnik (s povezovanjem in dostopanjem strežniškega datotečnega sistema podobno kot pri lokalnem datotečnem sistemu) ali z zagotovitvijo lastnih polnih odjemalskih implementacij za protokole datotečnega strežnika.

## Urejevalniki direktorijev
Izraz, ki je predhodnik rabe upravljalnika datotek, je urejevalnik direktorijev (directory editor). Prvi urejevalnik direktorijev DIRED je izumil okoli leta 1974 Stan Kugell v Stanford Artificial Intelligence Lab.
Urejevalnik direktorijev je bil napisan za operacijski sistem EXEC 8 na Univerzi Marylanda v College Parku in so ga tisti čas lahko rabili tudi drugi uporabniki. Izraz so rabili tudi drugi razvijalci in med njimi Jay Lepreau, ki je napisal program dired leta 1980. Njegov program je deloval na BSD. Na izdelavo tega programa je vplival starejši program z enakim imenom, ki je deloval na TOPS-20. Dired je vplival na druge programe, kot sta dired, urejevalniška skripta (za emacs in sorodne urejevalnike), in ded.

## Upravljalniki datotek s seznamom datotek
Upravljalniki datotek s seznamom datotek (file-list file managers) so manj znani in starejši od ortodoksnih upravljalnikov datotek.
Eden takšnih upravljalnikov je flist, ki so ga prvič uporabili leta 1981 na preprostem enouporabniškem sistemu Conversational Monitor System (CMS). To je različica programa fulist, katerega nastanek izvira pred koncem leta 1978, glede na komentarje njegovega tvorca Thea Alkeme.
Prvi program je zagotavljal seznam datotek v uporabniškem minidisku in je dovoljeval sortiranje po poljubnem atributu datotek. Atributi datotek so bili lahko posredovani skriptam ali definicijam funkcijskih tipk, tako da je bil flist preprost za rabo kot del skript CMS EXEC, EXEC 2 ali XEDIT.
Ta program je deloval le na IBM-ovem sistemu VM/SP CMS, vendar je vplival na izdelavo drugih programov, kot so na primer filelist (skripta, ki je delovala prek urejevalnika Xedit) in programi delujoči na drugih operacijskih sistemih – na primer program z enakim imenom flist, ki je deloval na OpenVMS, in program fulist (z imenom iz ustreznega notranjega programa IBM), ki je deloval na Unix.

## Ortodoksni upravljalniki datotek
Ortodoksni upravljalniki datotek (orthodox file managers (OFM)) ali ukazni upravljalniki datotek (command-based file managers) so upravljalniki datotek z besedilnim menijem, ki imajo običajno tri okna (dva panela in eno okno z ukazno vrstico). Ortodoksni upravljalniki datotek so ena od najdlje delujočih družin upravljalnikov datotek in so predhodniki tistih z grafičnimi uporabniškimi vmesniki. Razvijalci izdelujejo aplikacije, ki podvajajo in razširjajo upravljalnik, uveden s programom PathMinder in znanim programom Norton Commander za DOS Johna Soche. Koncept je star več kot trideset let. PathMinder je izšel leta 1984, prva različica Norton Commander 1.0 pa leta 1986. Navkljub starosti tega koncepta, se upravljalniki datotek na podlagi Norton Commanderja aktivno razvijajo. Za DOS, Unix in MS Windows obstaja veliko njihovih implementacij. Nikolai Bezroukov je objavil lastni nabor kriterijev standarda OFM (različica 1.2 z datumom junij 1997). Skoval naj bi tudi izraz OFM leta 1996 v prvi elektronski knjigi, posvečeni tej temi, ki je sistematizirala področje in poskušala definirati skupne značilnosti glavnih implementacij tega razreda upravljalnikov datotek, kot so FAR, Total Commander in Midnight Commander.

### Značilnosti
Ortodoksni upravljalnik datotek ima običajno tri okna. Dve okni se imenujeta panela in sta postavljena simetrično na vrhu zaslona. Tretje okno ima ukazno vrstico, ki je dejansko pomanjšano okno ukazne lupine z možnostjo razširitve čez celotni zaslon. V določenem trenutku je aktivno le eno okno. Aktivni panel vsebuje »datotečni kurzor.« Paneloma se lahko spreminja velikost, lahko pa se tudi skrijeta. Datoteke v aktivnem panelu služijo kot vir operacij, ki se izvajajo v upravljalniku. Datoteke se lahko na primer kopirajo ali premaknejo iz aktivnega panela na mesto, ki ga kaže pasivni panel. Takšen sistem je najučinkovitejši tam kjer je tipkovnica glavna ali edina vhodna naprava. Aktivni panel prikazuje podatke o trenutnem delovnem direktoriju in datotekah, ki jih ta vsebuje. Pasivni (neaktivni) panel prikazuje vsebino istega ali drugega direktorija (privzeta tarča za operacije nad datotekami). Uporabniki lahko prilagodijo prikaz stolpcev, ki prikazujejo ustrezne datotečne podatke. Mesto v aktivnem in pasivnem panelu se lahko prekljaplja (običajno s pritiskom na tabulatorsko tipko).
Naslednje značilnosti opisujejo razred ortodoksnih upravljalnikov datotek:
- uporabnik ima na voljo dvopanelni pogled na direktorij z ukazno vrstico spodaj. Vsak od panelov se lahko izbere za aktivnega in drug pri tem postane pasiven. Aktivni panel postane delovno območje za operacije brisanja in preimenovanja, pasivni panel pa služi kot tarča operacijam kopiranja in prestavljanja. Panela se lahko skrčita, tako da se prikaže terminalsko okno za njima. Po navadi je vidna le zadnja vrstica terminalskega okna (ukazna vrstica).
- zagotavljajo tesno integracijo z lupino operacijskega sistema prek ukazne vrstice s pomočjo pridruženega terminalskega okna, ki dovoljuje pogled na rezultate izvrševanja lupinskih ukazov vnešenih v ukazno vrstico - na primer prek bližnjice Ctrl-O v Norton Commanderju.
- uporabniku zagotavljajo širok nabor tipkovničnih bližnjic.
- upravljalnik datotek omogoča uporabniku delo brez rabe miške.
- uporabniki lahko tvorijo lastne datotečne asociacije in skripte, ki se zaženejo za določene vrste datotek, in organizirajo te skripte v hierarhično drevo (na primer kot knjižnico uporabniških skript ali uporabniški meni).[navedi vir]
- uporabniki lahko razširijo funkcionalnost upravljalnika z uporabniškim, oziroma začetnim menijem in menijem razširitev.

Druge skupne značilnosti so:
- podatki na »aktivnem« in »pasivnem« panelu se lahko rabijo za konstrukcijo ukazov v ukazni vrstici. Zgledi so trenutna datoteka, pot do levega panela, pot do desnega panela in podobno.
- zagotavljajo vgrajeni pregledovalnik (vsaj) za večino osnovnih vrst datotek.
- imajo vgrajeni urejevalnik. V mnogih primerih lahko urejevalnik izvleče določene elemente panelov v urejevano besedilo.
- mnogi podpirajo navidezne datotečne sisteme (VFS) kot so na primer pregledovanje kompresiranih arhivov ali delo z datotekami prek povezave FTP.
- del njihovega imena je velikokrat beseda commander po upravljalniku Norton Commander.
- prikazovanje poti – lege izvirnega/ciljnega direktorija v uporabi.
- podatki o velikosti direktorija, rabi in imenu diska (po navadi na dnu panelov).
- v panelih so podatki o imenih in tipu datotek, datumu in času nastanka, zadnji spremembi in dovoljenjih (atributih).
- informacijski panel s številom datotek v direktoriju in vsoti velikosti izbranih datotek.
- vmesnik z zavihki (po navadi upravljalniki datotek z grafičnim uporabniškim vmesnikom).
- funkcijske tipke: tipke od F1 fo F10 imajo vse enake funkcije pri vseh ortodoksnih upravljalnikih datotek. Zgleda sta: s tipko F5 se vedno kopira datoteke iz aktivnega v neaktivni panel, s tipko F6 pa se datoteke prestavljajo.

#### Paneli v zavihkih
Vpeljava panelov v zavihkih v nekaterih upravljalnikih datotek (na primer v Total Commanderju) je omogočila istočasno manipulacijo več kot enega aktivnega in pasivnega direktorija.

#### Prenosljivost
Ortodoksni upravljalniki datotek spadajo med najbolj prenosljive upravljalnike datotek. Zgledi so na voljo za skoraj vse platforme, tako z ukazno vrstico in grafičnimi vmesniki. To je med upravljalniki z ukazno vrstico neobičajno v tem, da je nekaj kar je smisel standarda za vmesnik objavljeno. Aktivno jih tudi podpirajo razvijalci. Tako je možno narediti enako delo na različnih platformah brez veliko ponovnega učenja vmesnika.

#### Upravljalniki z dvema panojema
Včasih se ortodoksni upravljalniki datotek imenujejo upravljalniki z dvema panojema (dual-pane managers). Ta izraz se običajno rabi za programe, kot je MS Windows File Explorer (glej spodaj). Vendar imajo tri panoje s panojem ukazne vrstice spodaj (ali skritim za) dvema simetričnima panojema. Večina teh programov omogoča tudi rabo enega večjega panoja, pri čemer je drugi skrit. Nekateri v vsebinski meni v oknih dodajo tudi postavko »Odpri dva brskalnika vzporedno.«
Med znane ortodoksne upravljalnike datotek spadajo:
- Altap Salamander
- Commander One
- Demos Commander
- Directory Opus
- DOS Navigator
- Double Commander
- emelFM2
- Far Manager
- File Commander
- GNOME Commander
- Krusader
- Midnight Commander
- muCommander
- Norton Commander
- PowerDesk
- PathMinder
- SE-Explorer
- Total Commander
- Volkov Commander
- WinSCP
- XTree
- ZTreeWin

## Navigacijski upravljalniki datotek
Navigacijski upravljalniki datotek (navigational file managers) so novejša vrsta upravljalnikov. Od pojave grafičnih uporabniških vmesnikov so postali glavna vrsta upravljalnikov datotek za namizne računalnike.
Običajno imajo dva panoja z drevesom datotečnega sistema v levem panoju in vsebino trenutnega direktorija v desnem. Za operacijski sistem macOS je pogled z Millerjevimi stolpci v upravljalniku datotek Finder (z izvorom v operacijskem sistemu NeXTStep) različica teme navigacijskega upravljalnika datotek.

### Koncepti
- okno prikazuje lego trenutnega direktorija.
- mesto trenutnega direktorija lahko uporabnik spremeni z odprtjem diektorijev, kjer pritisne gumb nazaj, vpiše mesto ali s pomočjo dodatnega panoja z navigacijskim drevesom, ki predstavlja ves ali del datotečnega sistema.
- ikone predstavljajodatoteke, programe in direktorije.

Vmesnik v navigacijskem upravljalniku datotek je pogosto podoben spletnemu brskalniku z gumboma nazaj in naprej, ter velikokrat z gumbom ponovno naloži. Večina vsebuje tudi naslovno vrstico v katero se lahko vpisuje pot do datoteke ali direktorija (ali URI).
Večina navigacijskih upravljalnikov datotek ima dva panoja, pri čemer je levi pano drevesni pogled datotečnega sistema. To pomeni, da sta za razliko od ortodoksnih upravljalnikov datotek panoja po vsebini in rabi nesimetrična.
Z izbiro direktorija v navigacijskem panoju na levi strani se ga označi za trenutnega, njegova vsebina pa se prikaže v vsebinskem panoju na desni strani. Z razširitvijo (+) ali skrčitvijo (-) dela drevesa brez izbire direktorija se vsebina desnega panoja ne spreminja. Izjema temu obnašanju velja kadar se skrči roditelj trenutnega direktorija, pri čemer se izbira na novo osredotoči na skrčeni roditeljski direktorij in se zato v vsebinskem panoju seznam spremeni.
Proces premikanja z enega mesta na drugo ne zahteva odpiranja novega okna. Hkrati je lahko odprtih več primerkov upravljalnika datotek. Lahko se komunicira med njimi z opracijami povleci in spusti in odložišča, tako da je moč hkrati videti več direktorijev in med njimi izvajati operacije izrezovanja in prilepljanja.
Operacije nad datotekami temeljijo na metaforah povleci/spusti in urejanja - uporabniki lahko izberejo in kopirajo datoteke ali direktorije v odložišče in jih potem prilepljajo na različna mesta v datotečnems sitemu ali celo v različnem primerku upravljalnika datotek.
Vsebina v desnem panoju se lahko prikaže z več pogledi - v obliki različnih velikosti ikon, kot seznam imen, kot podrobni seznam, s ploščicami ali kot seznam z vsebino (Windows Explorer). Nekateri upravljalniki imajo možnost prikaza dodatnega podokna (panoja) za predogled vsebine datotek.
Med znane navigacijske upravljalnike datotek spadajo:
- Directory Opus
- Dolphin v KDE
- File Manager v MS Windows
- macOS Finder
- Nautilus v namizju GNOME (privzet od različice v2.30)
- Windows Explorer
- XTree / ZTreeWin[dvomljivo — glej pogovorno stran]

## Prostorski upravljalniki datotek
Prostorski upravljalniki datotek (spatial file managers) uporabljajo prostorsko metaforo za prikaz datotek in direktorijev kot da bi bili dejanski fizični objekti. Posnemajo način kako ljudje vzajemno vplivajo na fizične objekte.
Nekatere značilnosti koncepta prostorskih upravljalnikov datotek so:
- eno okno predstavlja vsak odprti direktorij.
- vsako okno je nedvomno in nepreklicno povezano z določenim direktorijem.
- stabilnost: datoteke, direktoriji in okno gredo tja kamor jih postavi uporabnik, ostanejo tam (»ohrani se njihovo prostorsko stanje«) in ohranijo vse svoje druge »fizične« značilnosti, (kot so velikost, oblika, barva in mesto).
- isti predmet se lahko vidi le v enem oknu istočasno.

Kadar je odprt direktorij, se, kakor pri navigacijskih upravljalnikih datotek, spremeni ikona, ki predstavlja direktorij – morda iz slike, ki predstavlja zaprti predal, v sliko odprtega, morda se spremeni v obris izpolnjen z vzorcem, odpre pa se novo okno, ki predstavlja tisti direktorij.
Zgledi upravljalnikov datotek, ki do neke mere rabijo prostorsko metaforo, so:
- Appleov Finder 5 do 9 (v upravljalniku datotek Finder operacijskega sistema macOS se lahko še vedno rabi prostorska metafora v splošnem z nastavitvijo »vedno odpri mape v novem oknu«[18] ali na zahtevo z držanjem ukazne tipke (⌘) in dvojnim klikom mape[19])
- Konqueror ima možnost delovanja v prostorskem načinu
- RISC OS Filer
- Amiga's Workbench
- Nautilus v namizju GNOME različica 2.6 (privzeto do različice 2.29, v celoti odstranjeno v različici 3.0)
- Caja v namizju MATE (čeprav je privzeti način delovanja navigacijski)
- OpenTracker v operacijskem sistemu BeOS
- Tracker v operacijskem sistemu Haiku
- Workplace Shell v operacijskem sistemu OS/2
- GEM podjetja Digital Research  (implementiran v operacijskem sistemu Atari TOS in omejena različica za PC-je)
- upravljalnik datotek ROX-Filer v namizju [ROX Desktop]]
- upravljalnik datotek E17

Nefunkcionalni prostorski upravljalniki datotek:
- Windows Explorer v operacijskem sistemu Windows 95 je bil privzeto nastavljen kot model prostorskega upravljalnika datotek. Ker je deloval tudi kot navigaijski upravljalnik datotek, so se lahko direktoriji odpirali v več oknih, zaradi česar vsi zgornji kriteriji ne veljajo. Kasnejši modeli so postopoma opustili prostorski model.
- Appleov Finder v operacijskem sistemu macOS je bil narejen s podobno integracijo prostorskega in navigacijskega načina, vendar prostorski način dejansko ni deloval.[20]

## Trirazsežni upravljalniki datotek
Nekateri projekti so poskušali implementirati trirazsežno metodo prikazovanja datotek in strukturo direktorijev (3D file managers). Trirasežno brskanje datotek še ni postalo priljubljeno – točna implementacija se med projekti razlikuje in za delovanje ni splošnega standarda.
Zgledi trirazsežnih upravljalnikov so:
- fsn za operacijske sisteme IRIX podjetja Silicon Graphics. Program se je pojavil v eni sceni filma Jurski park leta 1993 kot nerealistični prikaz sistemov Unix.
- File System Visualizer ali fsv je odprtokodni klon programa fsn za sodobne sisteme podobne Unixu.
- tdfsb[21] je odprtokodni trirazsežni brskalnik datotek, kjer se v direktorije vstopa z letenjem vanje (s puščičnimi tipkami WASD). Deluje na sistemih Linux, FreeBSD in BeOS.
- BumpTop je skevomorfni upravljalnik datotek s trirazsežno predstavitvijo namizja z realistično fiziko namenjen za rabo s pisalom in zaslonom na dotik.
- Real Desktop,[22] je nadomestitev namizja s podobnostmi programa BumpTop.
- Cubix 3D Filer[23] je okenski upravljalnik datotek z organizacijo datotek na podlagi različnih atributov.
- GopherVR je trirazsežna vizualizacija omrežnih virov Gopher.

## Spletni upravljalniki datotek
Spletni upravljalniki datotek) (web-based file managers) so običjano skripte napisane v jezikih PHP, Ajax, Perl, ASP ali drugem strežniškem jeziku. Če so nameščeni na lokalnem strežniku ali na oddaljenem strežniku, omogočajo upravljanje in urejanje tamkajšnjih datotek in direktorijev s pomočjo spletnega brskalnika brez dostopa za FTP.
Naprednejše in po navadi komercialno distribuirane skripte spletnega upravljanja datotek omogočajo administratorju upravljalnika dototek konfiguracijo varnih, posameznih uporabniških računov s posameznimi uporbniški dovoljenji. Avtorizirani uporabniki imajo dostop do dokumentov shranjenih na strežniku ali v njihovih posameznih uporabniških direktorijih kadarkoli in kjerkoli s pomočjo spletnega brskalnika.
Spletni upravljalniki datotek lahko služijo kot digitalni repozitorij organizacij. Na primer dokumenti, digitalni mediji, založniške predloge in prezentacije se lahko skranijo, upravljajo in delijo med strankami, dobavitelji in oddaljenimi delavci, ali pa samo notranje.
Spletni upravljalniki datotek so postali zelo priljubljeni zaradi naraščanja priljubljenosti dinamičnih spletnih sistemov za upravljanje vsebin (CMS) in potrebi po netehničnih spletnih moderatorjih za upravljanje medijev na svojih spletnih straneh, ki jih poganjajo te platforme.
Zgled je net2ftp, spletni odjemalec FTP na podlagi PHP in jezika JavaScript.